# Pteraulax cinctalis
Pteraulax cinctalis är en tvåvingeart som beskrevs av Hesse 1956. Pteraulax cinctalis ingår i släktet Pteraulax och familjen svävflugor.
Artens utbredningsområde är Zimbabwe. Inga underarter finns listade i Catalogue of Life.